# Mildred Pierce – en amerikansk kvinna
Mildred Pierce – en amerikansk kvinna är en amerikansk dramafilm (film noir) från 1945 i regi av Michael Curtiz. Filmen är baserad på en roman med samma namn av James M. Cain.

## Handling
Hemmafrun Mildred Pierce (Joan Crawford) blir lämnad av sin man och tvingas försörja sig själv och sina två döttrar. Hon lyckas göra karriär inom restaurangbranschen och möter en ny man. Hennes mål i livet är att tillfredsställa äldsta dottern Veda (Ann Blyth) som ständigt vill högre upp i samhällshierarkin. Då yngsta dottern Kay dör i lunginflammation blir moderns vilja att behaga Veda alltmer tvångsmässig och leder så småningom till mord och förfall.

## Om filmen
Detta var Crawfords första huvudroll för Warner Bros. efter att hon lämnat MGM, hennes insats belönades med en Oscar. 

## Rollista i urval
- Joan Crawford – Mildred Pierce Beragon
- Jack Carson – Wally Fay
- Zachary Scott – Monte Beragon
- Eve Arden – Ida Corwin
- Ann Blyth – Veda Pierce Forrester
- Butterfly McQueen – Lottie
- Bruce Bennett – Albert ('Bert') Pierce
- Lee Patrick – Mrs. Maggie Biederhof
- Moroni Olsen – Inspector Peterson
- Veda Ann Borg – Miriam Ellis
- Jo Ann Marlowe – Kay Pierce